# Lång vedblomfluga
Lång vedblomfluga (Xylota florum) är en tvåvingeart som först beskrevs av Fabricius 1805.  Lång vedblomfluga ingår i släktet vedblomflugor, och familjen blomflugor.
Artens utbredningsområde är Österrike. Arten är reproducerande i Sverige. Inga underarter finns listade i Catalogue of Life.